# غراميل الخرم (موقع أثري)
غراميل الخرم "مظيهير الفجة"؛ هو موقع أثري يعود إلى الألف الأول قبل الميلاد ويقع غرب مدينة حائل على بعد نحو 205 كم وإلى الشمال الغربي من محافظة الشملي بالمنطقة. 

## عن الموقع
ذكر المختص بالآثار رئيس قسم العناية بالتراث الوطني بفرع الهيئة بمنطقة حائل سعد بن عبدالرحمن الرويسان: الموقع الأثري يقع وسط منطقة وعرة في مكوناتها الطبيعية، حيث تتداخل في هذه المنطقة الرمال الناعمة بالصخور الرسوبية وتتخللها نتوءات صخرية رسوبية تضم عددًا كبيرًا من الرسومات الصخرية والنقوش الكتابية المتنوعة، بالإضافة إلى اللوحات الجميلة والرائعة والتي تضم رسومًا لأشكال حيوانية من خيول وجمال رسمت بشكل جميل ورائع وبحجم قريب من الحجم الطبيعي، تظهر بالغالب منفردة أو مصاحبة لأشكال أدمية ونقوش كتابية ثمودية.  

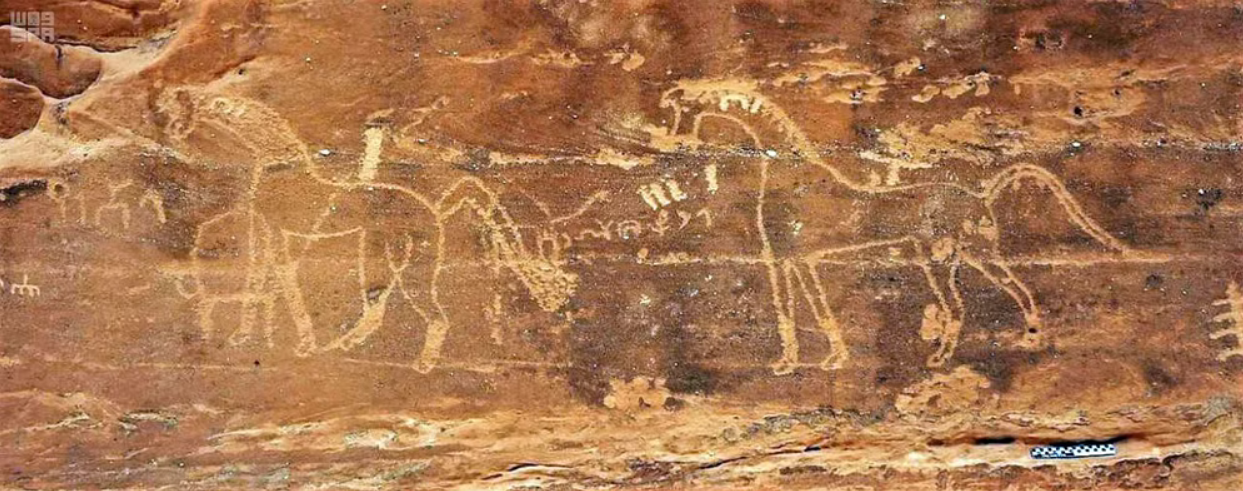
نقوش ثمودية و رسومات للخيل في موقع غراميل الخرم

كما أضاف أجمل تلك اللوحات هي التي تضم صورًا لخيول رسمت بأسلوب حز الأطراف مع ترك الجسم والأجزاء الداخلية بدون تفريغ، وهذه الرسوم مماثلة تماماً لما سبق العثور عليه في موقع الضبيبية الواقع إلى الشمال الغربي من هذا الموقع، وكذلك في مواقع جبل المسمى وموقع محجة بالمنطقة في حين أن رسومات الجمال رسمت بطريقة النقر الأمر الذي يشير إلى أن رسوم الخيول والجمال وبهذا الأسلوب وهذه الأحجام انتشرت على نطاق واسع في المنطقة الواقعة غرب مدينة حائل.

## الصور

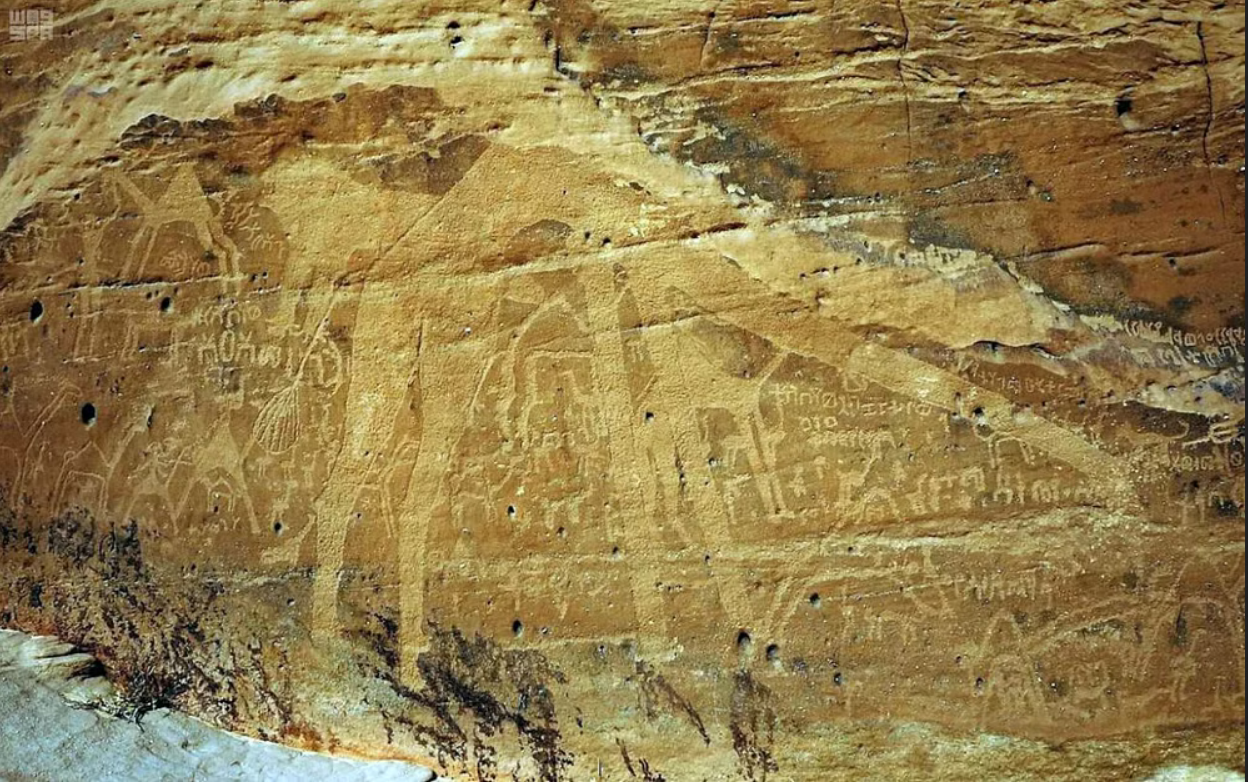
نقوش أثرية في موقع غراميل الخرم